# Kik ten Boom
Christiaan Johannes “Kik” ten Boom (Zuilen, 27 mei 1920 - vermoedelijk in Bergen-Belsen, 31 mei 1945) was een Nederlandse verzetsstrijder in de Tweede Wereldoorlog. Hij was zeer actief in Hilversum en betrokken bij de Landelijke Organisatie voor Hulp aan Onderduikers. Hij viel in augustus 1944 in Duitse handen en overleed aan het einde van de oorlog of kort daarna.

## Levensloop
Kik ten Boom was een zoon van dominee Willem ten Boom en een neefje van Corrie ten Boom. Willem had aan het einde van de jaren twintig in Duitsland gestudeerd. Hij had daar kennisgemaakt met het nationaalsocialisme en de toenemende Jodenvervolging, waar hij niets van moest hebben. 
De afkeer van het nazisme van Willem ten Boom sloeg over op zijn zoon. Kik ten Boom werd van de Mts in Utrecht verwijderd omdat hij een anti-Duits versje had verspreid. Zijn eerste "echte" verzetswerk was de verspreiding van illegale publicaties. Hij werkte onder andere nauw samen met Gé Verheul. Rond 1943 raakte hij betrokken bij de Landelijke Organisatie voor Hulp aan Onderduikers. Ook had hij zijn eigen spionagegroep genaamd Phylax. Ten Boom hield zich bezig met hulp aan onderduikers en piloten en deed mee aan verschillende overvallen op distributiekantoren. In 1944 wist hij met valse papieren van de Sicherheitsdienst een aantal mannen vrij te krijgen die waren opgepakt tijdens een razzia in Hilversum.
In Hilversum had Willem ten Boom een scoutinggroep met de naam Heideparkgroep. Ook Kik ten Boom werd lid van de groep.
Het onderkomen van de groep was Het Behouden Huys, een blokhut in een bos aan de Surinamelaan in Hilversum. Het werd een belangrijke uitvalsbasis voor de verzetsactiviteiten van Ten Boom. De scouting werd op een gegeven moment verboden door de bezetter, maar dat weerhield veel scouts er niet van om clandestien bij elkaar te komen. Ten Boom trainde scouts daar in handgevechten en smokkeltechnieken. Ook zat er enige tijd een Engelse piloot ondergedoken.
Op 18 augustus 1944 had Kik ten Boom een vergadering in Pasadena in Zeist. De Sicherheitsdienst deed een inval en Ten Boom werd samen met Piet de Lange en Hans Stakman gearresteerd, gevolgd door Freerk Postmus die later op de dag arriveerde. Ten Boom had een pistool bij zich. Via Kamp Amersfoort en Kamp Vught kwam Ten Boom in Oranienburg terecht. Daarna werd niets meer van hem vernomen, maar na de oorlog werd duidelijk dat hij waarschijnlijk in Bergen-Belsen is overleden.

## Eerbetoon
Na de oorlog werd in Hilversum een straat naar hem genoemd, de Ten Boomstraat. In die straat is tevens een monument te vinden ter ere van Ten Boom. In 2020 verscheen de historische roman The Clockmaker's grandson van de hand van de Argentijnse journalist Guillermo Font over het leven van Ten Boom.

## Familie
Vader Willem ten Boom werd in februari 1944 gearresteerd terwijl hij een bezoek bracht aan zijn eigen vader Casper in Haarlem. Casper ten Boom was betrokken bij de hulp aan Joodse onderduikers. Willem ten Boom zat twee maanden gevangen in Scheveningen, maar werd vervolgens vrijgelaten. Kiks grootvader Casper overleed in 1944 na enkele dagen in gevangenschap. Ook Kiks tante Betsie overleed in gevangenschap. Haar zus Corrie overleefde het concentratiekamp en werd na de oorlog een bekende evangeliste.
|        |        |        |        | Casper ten Boom    | Casper ten Boom    | Casper ten Boom    | Casper ten Boom    | Casper ten Boom    | Casper ten Boom    |                  |                  | Cornelia Luitingh | Cornelia Luitingh | Cornelia Luitingh | Cornelia Luitingh | Cornelia Luitingh | Cornelia Luitingh |                  |                  |                  |                  |               |               |               |               |        |        |             |             |             |             |             |             |       |       |                  |                  |                  |                  |                  |                  |        |        |                             |                             |                             |                             |                             |                             |       |       |                   |                   |                   |                   |                   |                   |       |       |       |       |
|        |        |        |        | Casper ten Boom    | Casper ten Boom    | Casper ten Boom    | Casper ten Boom    | Casper ten Boom    | Casper ten Boom    |                  |                  | Cornelia Luitingh | Cornelia Luitingh | Cornelia Luitingh | Cornelia Luitingh | Cornelia Luitingh | Cornelia Luitingh |                  |                  |                  |                  |               |               |               |               |        |        |             |             |             |             |             |             |       |       |                  |                  |                  |                  |                  |                  |        |        |                             |                             |                             |                             |                             |                             |       |       |                   |                   |                   |                   |                   |                   |       |       |       |       |
|        |        |        |        |                    |                    |                    |                    |                    |                    |                  |                  |                   |                   |                   |                   |                   |                   |                  |                  |                  |                  |               |               |               |               |        |        |             |             |             |             |             |             |       |       |                  |                  |                  |                  |                  |                  |        |        |                             |                             |                             |                             |                             |                             |       |       |                   |                   |                   |                   |                   |                   |       |       |       |       |
|        |        |        |        |                    |                    |                    |                    |                    |                    |                  |                  |                   |                   |                   |                   |                   |                   |                  |                  |                  |                  |               |               |               |               |        |        |             |             |             |             |             |             |       |       |                  |                  |                  |                  |                  |                  |        |        |                             |                             |                             |                             |                             |                             |       |       |                   |                   |                   |                   |                   |                   |       |       |       |       |
|        |        |        |        | Elisabeth “Betsie” | Elisabeth “Betsie” | Elisabeth “Betsie” | Elisabeth “Betsie” | Elisabeth “Betsie” | Elisabeth “Betsie” |                  |                  | Willem            | Willem            | Willem            | Willem            | Willem            | Willem            |                  |                  | Tine van Veen    | Tine van Veen    | Tine van Veen | Tine van Veen | Tine van Veen | Tine van Veen |        |        | Hendrik-Jan | Hendrik-Jan | Hendrik-Jan | Hendrik-Jan | Hendrik-Jan | Hendrik-Jan |       |       | Arnolda “Nollie” | Arnolda “Nollie” | Arnolda “Nollie” | Arnolda “Nollie” | Arnolda “Nollie” | Arnolda “Nollie” |        |        | Frederik “Flip” van Woerden | Frederik “Flip” van Woerden | Frederik “Flip” van Woerden | Frederik “Flip” van Woerden | Frederik “Flip” van Woerden | Frederik “Flip” van Woerden |       |       | Cornelia “Corrie” | Cornelia “Corrie” | Cornelia “Corrie” | Cornelia “Corrie” | Cornelia “Corrie” | Cornelia “Corrie” |       |       |       |       |
|        |        |        |        | Elisabeth “Betsie” | Elisabeth “Betsie” | Elisabeth “Betsie” | Elisabeth “Betsie” | Elisabeth “Betsie” | Elisabeth “Betsie” |                  |                  | Willem            | Willem            | Willem            | Willem            | Willem            | Willem            |                  |                  | Tine van Veen    | Tine van Veen    | Tine van Veen | Tine van Veen | Tine van Veen | Tine van Veen |        |        | Hendrik-Jan | Hendrik-Jan | Hendrik-Jan | Hendrik-Jan | Hendrik-Jan | Hendrik-Jan |       |       | Arnolda “Nollie” | Arnolda “Nollie” | Arnolda “Nollie” | Arnolda “Nollie” | Arnolda “Nollie” | Arnolda “Nollie” |        |        | Frederik “Flip” van Woerden | Frederik “Flip” van Woerden | Frederik “Flip” van Woerden | Frederik “Flip” van Woerden | Frederik “Flip” van Woerden | Frederik “Flip” van Woerden |       |       | Cornelia “Corrie” | Cornelia “Corrie” | Cornelia “Corrie” | Cornelia “Corrie” | Cornelia “Corrie” | Cornelia “Corrie” |       |       |       |       |
|        |        |        |        |                    |                    |                    |                    |                    |                    |                  |                  |                   |                   |                   |                   |                   |                   |                  |                  |                  |                  |               |               |               |               |        |        |             |             |             |             |             |             |       |       |                  |                  |                  |                  |                  |                  |        |        |                             |                             |                             |                             |                             |                             |       |       |                   |                   |                   |                   |                   |                   |       |       |       |       |
|        |        |        |        |                    |                    |                    |                    |                    |                    |                  |                  |                   |                   |                   |                   |                   |                   |                  |                  |                  |                  |               |               |               |               |        |        |             |             |             |             |             |             |       |       |                  |                  |                  |                  |                  |                  |        |        |                             |                             |                             |                             |                             |                             |       |       |                   |                   |                   |                   |                   |                   |       |       |       |       |
| Casper | Casper | Casper | Casper | Casper             | Casper             |                    |                    | Hermanna “Hemmy”   | Hermanna “Hemmy”   | Hermanna “Hemmy” | Hermanna “Hemmy” | Hermanna “Hemmy”  | Hermanna “Hemmy”  |                   |                   | Christiaan “Kik”  | Christiaan “Kik”  | Christiaan “Kik” | Christiaan “Kik” | Christiaan “Kik” | Christiaan “Kik” |               |               | Nollie        | Nollie        | Nollie | Nollie | Nollie      | Nollie      |             |             | Jacob       | Jacob       | Jacob | Jacob | Jacob            | Jacob            |                  |                  | Agatha           | Agatha           | Agatha | Agatha | Agatha                      | Agatha                      |                             |                             | Peter                       | Peter                       | Peter | Peter | Peter             | Peter             |                   |                   | Cocky             | Cocky             | Cocky | Cocky | Cocky | Cocky |